# Adria Tour
El Adria Tour fue un torneo de tenis de exhibición organizado por Novak Djokovic en Serbia, Croacia, Montenegro y Bosnia y Herzegovina durante el cierre del ATP Tour de 2020 debido a la pandemia de COVID-19. El evento recibió duras críticas por su falta de procedimientos de distanciamiento social, y por permitir un aforo completo, al contrario que el Ultimate Tennis Showdown, otro torneo de exhibición celebrado por las mismas fechas. Se canceló una etapa montenegrina debido a preocupaciones por la COVID-19. Durante la etapa croata, Grigor Dimitrov, uno de los jugadores estrella, anunció que había dado positivo por el virus, lo que condujo a la cancelación del evento. Borna Ćorić, el último oponente de Dimitrov, dio positivo al día siguiente. Viktor Troicki y el propio Djokovic dieron positivo a lo largo de los dos días siguientes.

## Propuesta
Después de que la ATP anunciara el 12 de marzo que todos los eventos de tenis quedarían suspendidos durante al menos seis semanas debido a la pandemia de COVID-19, Novak Djokovic propuso un torneo de exhibición en su región natal de los Balcanes del 13 de junio al 5 de julio. Las fechas y los lugares propuestos fueron: 
- Belgrado (Serbia): 13-14 de junio
- Zadar (Croacia): 20-21 de junio
- Montenegro: 27 y 28 de junio
- Bania Luka (Bosnia y Herzegovina): 3 y 4 de julio
- Sarajevo (Bosnia y Herzegovina): 5 de julio

Al contrario que en otros eventos celebrados durante la pandemia, se permitió la entrada de público, aunque la organización anunció que se aplicaría una distanciamiento interpersonal de un metro. Sin embargo, no se aplicó ese distanciamiento durante la etapa serbia, que se celebró con el aforo completo.

## Formato
Se propuso un formato más rápido de juego denominado Fast4 Tennis, en el que el primer jugador en ganar 4 juegos gana el set, y con 2 sets se gana el partido. 
Cada parada en el recorrido siguió un sistema de liguilla en dos grupos, en que el ganador de cada grupo avanzaría a la final. Dominic Thiem derrotó al finalista sorpresa Filip Krajinović en tres sets en la primera etapa. La final cancelada de la segunda etapa fue la de Novak Djokovic contra Andréi Rubliov. 

## Pruebas positivas
El 21 de junio se reveló que Grigor Dimitrov dio positivo por COVID-19 después de participar en Zadar y regresar a su hogar en Mónaco. El anuncio de Dimitrov en Instagram se produjo poco antes de que se jugara la final en Zadar, con un público que esperaba la entrada de los jugadores a la pista. Después del anuncio de Dimitrov, se canceló la final.
Las fotografías y publicaciones en las redes sociales mostraban a los jugadores abrazándose, dándose la mano, jugando al baloncesto y bailando durante el evento, así como durante el evento anterior en Belgrado, celebrado una semana y media antes.
Borna Ćorić, que se enfrentó a Dimitrov en Zadar y fue visto abrazándose con Dimitrov antes del partido, también reveló el 22 de junio que había dado positivo por COVID-19. Viktor Troicki y su mujer Aleksandra, que estaba embarazada, anunciaron su positivo horas después.
El 23 de junio, Djokovic anunció que él y su mujer Jelena también habían dado positivo por COVID-19.